# Fachgruppe Wasserschaden/Pumpen
Die Fachgruppe Wasserschaden/Pumpen (FGr WP) als Fachgruppe des THW führt zur Behebung und Eindämmung von Gefahren bei Überflutungen und Überschwemmungen größeren Ausmaßes Pump- und Lenzarbeiten durch, beseitigt Schmutz-/Abwasser aus Schadengebieten und bekämpft schädigend eindringendes Wasser (z. B. in Kellern, Kanalisation, Schutzräumen, Brunnen, Verkehrs- und anderen Anlagen öffentlichen Interesses usw.). Ferner arbeitet sie bei der Deich- und Dammsicherung mit und unterstützt andere Hilfskräfte. Die Fachgruppen Wasserschaden/Pumpen stellen zudem die Nachfolge für einen Teil der früheren Instandsetzungszüge dar.

## Fahrzeuge/Ausstattung
Die Fachgruppe WP ist Teil eines Technischen Zuges und unterhält
- Fahrzeuge:
  - LKW 7 t mit Ladebordwand
  - MLW IV 3 t
  - Anhänger 7 t mit Plane
  - Anhänger Schmutzwasserpumpe (5.000(Typ A), 15.000(Typ B) bzw. 25.000(Typ C) Liter/Minute Förderleistung)

- Ausstattung:
  - Tauchpumpen bis 3000 Liter/Minute
  - Gerät zur Eindämmung von Wassereinbrüchen und Wasserschäden
  - Gerät zum Absperren von Wasser- und Abwasserleitungen
  - umfangreiche Kabel- und Schlauchausstattung
  - Auffangbehälter für Wasser/Abwasser und kontaminiertes Löschwasser

## Personal/Stärke
Kurzform:
0/3/9/12
Funktions- und Helferübersicht:
- 1 Gruppenführer
- 2 Truppführer (Atemschutzgeräteträger / CBRN-Helfer)
- 9 Fachhelfer

In der Fachgruppe Wasserschaden/Pumpen werden durch die 9 Fachhelfer folgende Zusatzfunktionen besetzt (Doppel-Zusatzfunktionen notwendig, z. B.: Kraftfahrer und Sprechfunker):
- 4 Maschinisten Pumpen
- 4 Atemschutzgeräteträger / CBRN-Helfer
- 4 Kraftfahrer CE / Sprechfunker
- 1 Sanitätshelfer

Bundesweit sind 120 Fachgruppen Wasserschaden/Pumpen aufgestellt.